# Arado Ar 96
Arado Ar 96 byl německý cvičný letoun pro pokračovací výcvik z doby druhé světové války. Vznikl na požadavek velení Luftwaffe, které chtělo nový typ moderního jednoplošného celokovového stroje. Letoun byl vyráběn společností Arado Flugzeugwerke GmbH.
První prototyp Ar 96 (verze A) vzlétl roku 1937 a sériové stroje (verze B) začaly být dodávány o dva roky později. Tyto letouny verze A byly vybaveny motorem Argus As 10C, jehož výkon byl nedostatečný. Proto bylo rozhodnuto, že bude nahrazen výkonnějším dvanáctiválcovým vzduchem chlazeným motorem s válci do V Argus As 410A-1 (verze B).
Letouny byly vyráběny nejen v samotném Německu, ale i v Protektorátu – od poloviny roku 1941 ve firmě Avia Praha, od roku 1944 v továrně Letov Praha. Letouny dodávala Třetí říše i svým spojencům Maďarsku, Bulharsku a Slovenskému státu. Po skončení druhé světové války se v Československu v letech 1945–1951 vyráběla neozbrojená cvičná a civilní verze označená Avia C-2 a vyzbrojená cvičná Avia C-2B. Tyto letouny byly v poválečném období nejrozšířenějšími typy pro pokračovací výcvik v československém letectvu. Sloužily nejen v tuzemsku, ale byly dodávány i na export, například do Maďarska.

## Vznik a vývoj

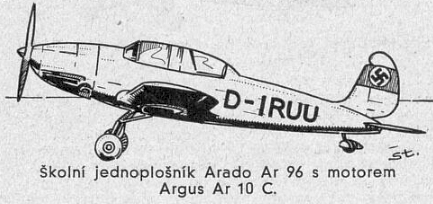
Prototyp V1 letounu Arado Ar 96 (Letectví, září 1937)

Arado Ar 96 navrhl Walter Blume s použitím mnoha lehkých kovů. Instruktor a žák seděli v tandemu v dlouhé prosklené kabině. První prototyp Ar 96 V1 (Werk-Nr.2067, D-IRUU) měl podvozek, který se zasouval od sebe, takže mezera mezi koly byla velmi malá. Proto měly všechny sériové stroje podvozek zatahování k sobě. Prototyp V1 byl poháněn motorem Argus As 10C o výkonu 176 kW. Prototyp V1 prošel zkouškami v Rechlinu během roku 1938. Tam se také testovaly i prototypy Ar 96 V3 (Werk-Nr.2069, D-IGME) a Ar 96 V4 (Werk-Nr.2070, D-IZIE), a to v roce 1938, zatímco Ar 96 V6 (Werk-Nr.2069, D-IWCY, později GJ+AL) tam zůstal až do září 1940.

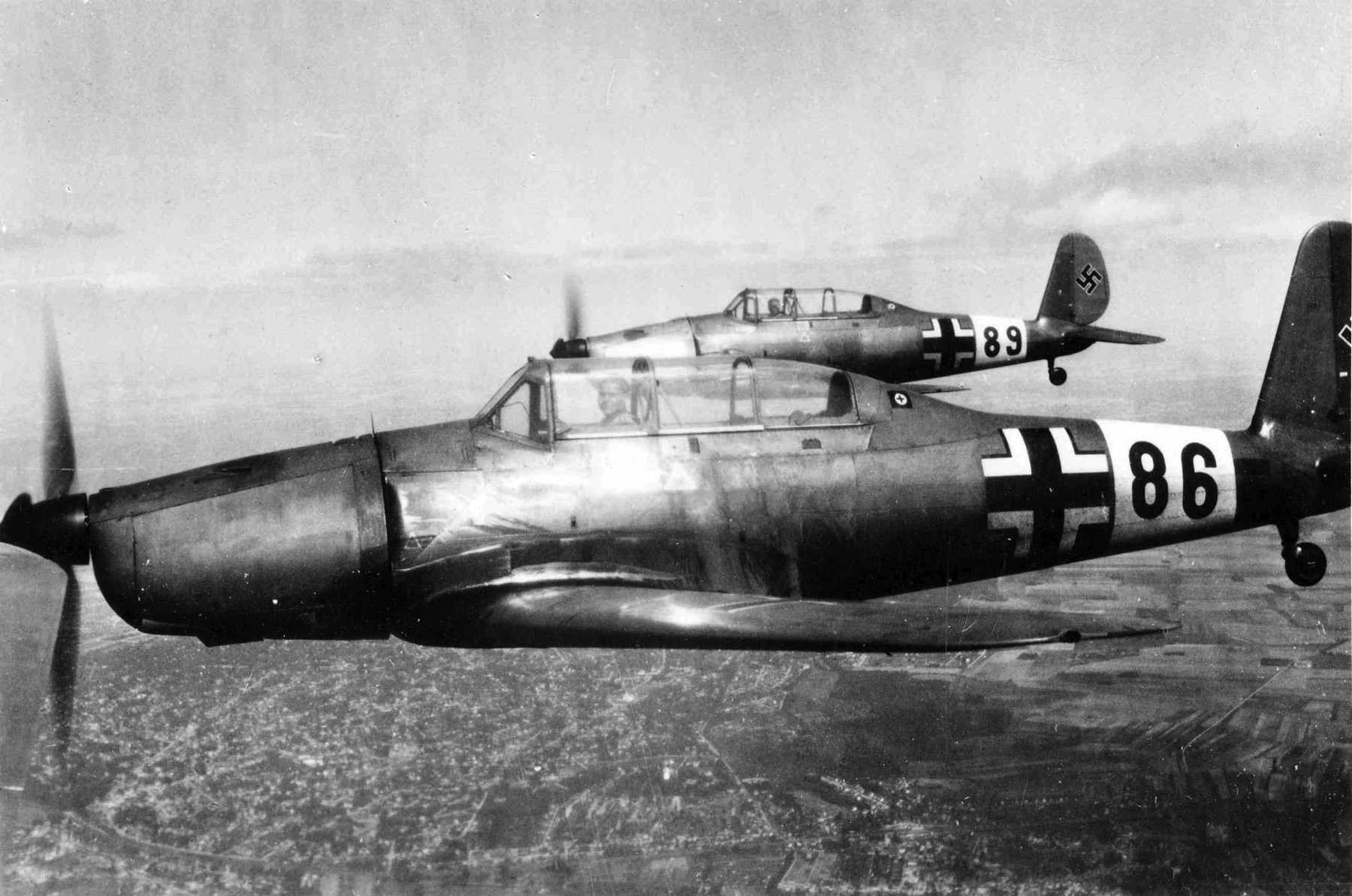
Arado Ar 96 během letu

Šestikusová série verze Ar 96 A-0 (Werk-Nr.2879 až 2884) byla vyrobena během roku 1939, ale jejich výkon byl považován za nedostatečný. Od poloviny roku 1939 do května 1940 probíhala sériová výroba varianty Ar 96 A. Společnost Arado dodala celkem 23 kusů, licenční produkce u firmy Ago Flugzeugwerke, což byla část koncernu Heinkel, dosáhla počtu 69 strojů.
Hlavní sériovou verzí byla verze B, která měla silnější vzduchem chlazený invertní motor Argus As 410 A-1 o výkonu 342 kW a delší trup, který umožňoval nést větší zásobu paliva. Měla maximální rychlost 330 km/hod, dolet téměř 1 000 km a praktický dostup 7 200 m. První výrobní variantou této verze, které předcházely dva letouny varianty Ar 96 B-0, byl neozbrojený letoun Ar 96 B-1 určený pro pilotní výcvik. Od července 1940 do dubna 1944 dodala firma Arado společně s licenční výrobou továrnami Ago, Avia a Letov celkem 1 381 exemplářů verze B-1.
Druhá varianta Ar 96 B-2 byla vyzbrojena jedním pevným kulometem MG 17 ráže 7,9 mm, který byl umístěný na pravé horní straně pohonné jednotky. Ar 96 B-5 byly ozbrojené letouny určené k výcviku stíhacích pilotů a Ar 96 B-7, který mohl nést cvičné pumy, byl primárně určen pro výcvik pilotů střemhlavých a bitevních letounů.
Jeden letoun Ar 96 B/MG (D-IXWZ), který objednali Bulhaři, byl vybaven pohyblivým kulometem MG 15 ráže 7,9 mm umístěným v zadní části kabiny pro výcvik palubních střelců.
Bombardovací verze Arado Ar 96 C vyrobená v rámci nulté série pouze v omezeném počtu byla poháněna motorem Argus As 410 C o výkonu 353 kW. Tyto stroje měly v podlaze kabiny malé okénko, které sloužilo ke sledování shozu pum v průběhu výcviku pilotů bitevních a střemhlavých letounů.
Celkem bylo vyrobeno kolem 3 500 kusů, ale jen 224 z nich v továrně Arado. Výroba byla také zavedena v závodech Letov (550 kusů) a Avia (1825 strojů) v tehdejším protektorátu Čechy a Morava. Když bylo Arado Ar 96 zařazeno do služeb Luftwaffe, daleko předběhlo svou dobu.[zdroj?]

## Operační nasazení

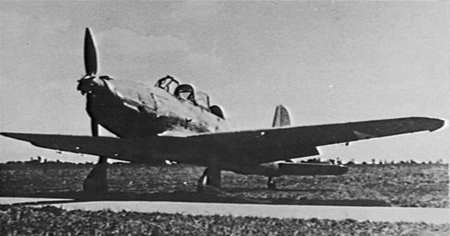
Arado Ar 96 s maďarskou kamufláží, Německo, 1945

Arado Ar 96B se používalo v leteckých školách např. FFS A/B 113 v Brně, A/B 32 v Pardubicích, A/B 61, A/B 2, A/B 23 v Kaufbeurenu a také v třinácti cvičných stíhacích letkách JG 101 až JG 110 a JG 114 až JG 116. Tyto letouny používaly i důstojnické školy Luftwaffe LKS a doplňovací stíhací eskadry. 110 sloužilo v maďarském letectvu a čtyři na Slovensku u 3. pluku v Piešťanech.
V říjnu 1944 havaroval letoun výrobního čísla 450673 v kopcovitém terénu nad obcí Rajnochovice. Letoun byl vyroben a zalétán v Avii a byl připravován k předání do služeb Luftwaffe. Stroje se 11. října odpoledne zmocnili dva zaměstnanci: 28letý Josef Kužela, který pracoval v Avii jako konstruktér a pomocník zalétavacích pilotů, a 20letý Jiří Matička. Snažili se uletět na Slovensko. Pilot a iniciátor únosu Josef Kužela při havárii zahynul.
Bylo plánováno několik modifikovaných verzí, například Ar 296 nebo Arado Ar 396, které mělo být vyrobeno z méně deficitních surovin, ale do služeb Luftwaffe se již nedostala. Později byla vyráběna ve Francii pod názvem SIPA SS.11 (Société Industrielle Pour l’Aéronautique). Dalším vývojem vznikly SIPA 111, která nesla i výzbroj a SIPA S-12 která byla celokovové konstrukce. Do konce roku 1958 bylo vyrobeno 58 kusů. Verze S.11 byla s jistým úspěchem nasazena v Alžírsku s výzbrojí neřízených raket, kulometů a lehkých pum.
Arado Ar 96 vyráběné v protektorátu během okupace i po ní pod názvem Avia C-2 patřilo v poválečném období k nejpoužívanějším v československém letectvu. Zcela vyhovovaly pro pokračovací a bojový výcvik mladých pilotů v leteckém učilišti a LVA a také na udržování techniky pilotáže a bojové připravenosti stíhacích pilotů z války. Sloužily k ostrým střelbám na vzdušné i pozemní cíle, nízké lety, nácviku bombardování, průzkumu, k fotografování pevnou i ruční kamerou a v neposlední řadě pro nácvik létání v noci a mracích. Pro své dobré letové vlastnosti byly používány bezpečnostním letectvem k sestřelování balónů s propagandistickými letáky, které ohrožovaly leteckou dopravu.

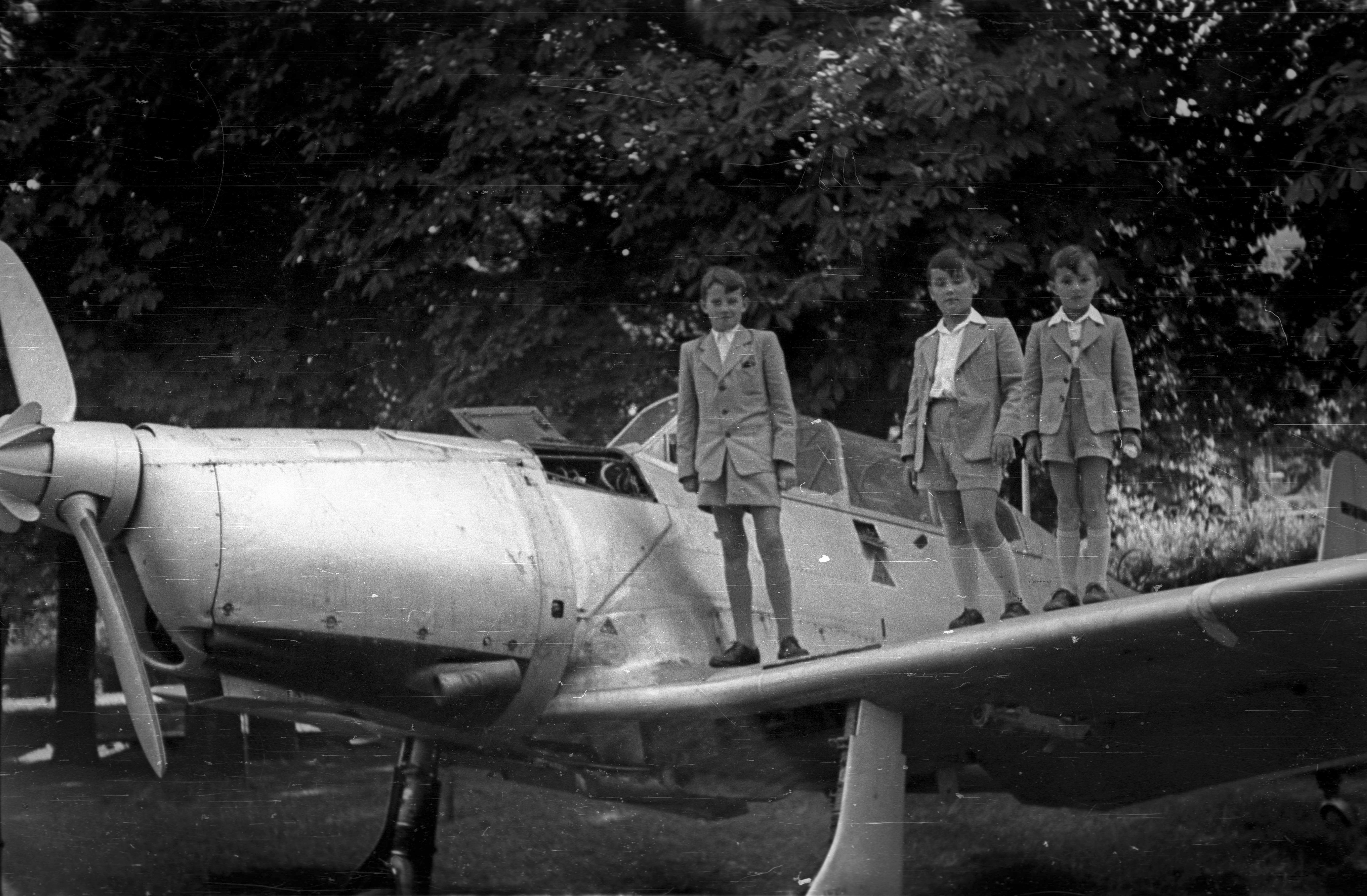
Avia C-2 po ukončení služby v Maďarsku, 1960

Stroje Avia C-2 sloužily v leteckém učilišti až do 12. prosince 1955, kdy byly po závěrečném přezkoušení žáků vyřazeny a začátkem roku se začalo s přeškolováním instruktorů na nový typ Jakovlev Jak-11. Poslední C-2 létal ve VZLÚ Letňany ještě v roce 1958. Mimo jiné se používal k vlečení kluzáků a zjišťování jejich maximální rychlosti.

## Verze
- A-1 – připomínala prototyp. Malá série byla vyrobena v roce 1939 s motory Argus As 10C, ale byla vyhodnocena jako nedostatečně výkonná a proto se přistoupilo k výrobě řady B.
- B-série – hlavní část produkce Ar 96 byla ve verzi B. Tyto stroje byly poháněny motorem Argus As 410 s výkonem 462 k. Měly také delší trup, aby se zvětšil objem neseného paliva. Hlavními verzemi byly B-1 a B-2 .
  - B-1 – neozbrojený cvičný stroj.
  - B-2 – nesla jeden kulomet 7.92 mm MG 17 na pravém boku krytu motoru.
  - B-5 – verze pro bojový výcvik s radiostanicí FuG 16ZY VHF.
  - B-6 – s podkřídelními závěsy na podvěšení pum.
  - B-7 – verze pro výcvik střemhlavého bombardování a pozemních útoků.
- C-0 – verze s malým otvorem pod trupem, kde byl uložen pumový zaměřovač. Poháněl ji motor Argus s výkonem 480 k. Bylo vyrobeno jen malé množství.
- Avia C-2 – tato verze vyráběná v Československu byla buď bez výzbroje (C-2) a nebo s výzbrojí (C-2B). Vyzbrojená verze byla vybavena kulometem MG 17, zaměřovačem REVI C-12, pumovými závěsy, fotokulometem, radiostanicí LR-16 se zařízením pro cílový let a světlometem. Fotokulomet byl v aerodynamickém krytu a pravé straně trupu. Motor byl M-410 (Argus As-410A), vzduchem chlazený, invertní dvouřadý dvanáctiválec s obsahem 12 l a výkonu 342 kW, který byl po válce vyráběn Leteckými závody n.p., závod 01 Jinonice (dř. Walter, od 1.1. 1948 Motorlet n.p.).[8] Vrtule L-22 byla automatická a držela otáčky ve dvou polohách; při vzletu 3100 ot./ min a při ostatních režimech 2820 ot./min. Regulátor udržující stálé otáčky vrtule byl umístěn v kuželu vrtule a poháněný větrníkem.

## Specifikace

Skica letounu Arado Ar-96

Data pro Avia C-2 dle

### Technické údaje
- Osádka: 2
- Rozpětí: 10,96 m
- Délka: 9,13 m
- Výška: 2,59 m
- Nosná plocha: 17,30 m²
- Plošné zatížení: 99,5 kg/m²
- Hmotnost prázdného stroje: 1295 kg
- Vzletová hmotnost: 1714 kg
- Max. vzletová hmotnost: 1819 kg
- Pohonná jednotka: vzduchem chlazený invertní dvanáctiválcový vidlicový motor Argus As 410 (M-410)
  - vzletový výkon motoru: 342 kW (465 k)
  - nominální výkon: 279 kW (380 k)
- Vrtule: dvoulistá stavitelná vrtule Argus nebo Letov L-21/L-22

### Výkony
- Max. rychlost: 310 km/h
- Cestovní rychlost: 280 km/h
- Dostup: 7100 m
- Dolet: 685 km

### Výzbroj
- 1× pevný kulomet MG 17 ráže 7,92 mm,
- možnost nést bomby pod křídlem 2 × 70 kg